# Zamia skinneri
Zamia skinneri là một loài thực vật thuộc họ Zamiaceae. Đây là loài đặc hữu của Panama. Môi trường sống tự nhiên của chúng là rừng ẩm vùng đất thấp nhiệt đới hoặc cận nhiệt đới. Chúng hiện đang bị đe dọa vì mất môi trường sống.